# 卡米亞納格列布利亞
49°44′17″N 29°43′0″E / 49.73806°N 29.71667°E
卡姆亞納-赫雷布利亞（烏克蘭語：Кам'яна Гребля）是位於烏克蘭北部的村莊，由基辅州白采爾克瓦區的斯克維拉市鎮負責管轄。該村始建於十七世紀，面積2.73平方公里，海拔高度195米，2023年人口336，人口密度每平方公里174.7人。